# 長寿路駅 (上海市)
座標: 北緯31度14分31秒 東経121度26分00秒 / 北緯31.24194度 東経121.43333度
長寿路駅（ちょうじゅろえき）は中華人民共和国上海市普陀区に位置する7号線、13号線の鉄道駅。

## 駅構造
両線共に島式ホーム1面2線の地下駅。

## 歴史
- 2009年12月5日 - 開業。

## 隣の駅
上海地下鉄
■ 7号線
鎮坪路駅 - 長寿路駅 - 昌平路駅
■ 13号線
武寧路駅 - 長寿路駅 - 江寧路駅